# Kidili
Dans la mythologie aborigène (spécifiquement Mandjindja), Kidili (encore écrit Kidilli) était un ancien homme-lune qui tenta de violer quelques-unes des premières femmes sur Terre. Les Wati-kutjara le blessèrent lors d'une bataille, en le castrant à l'aide d'un boomerang. Il mourut des suites de ses blessures, dans un trou d'eau. Les femmes qu'il avait essayé de violer devinrent les Pléiades.
Il incarne donc le mal et le viol partie importante de la culture indigène.